# Und dann der Regen
Und dann der Regen (Originaltitel: También la lluvia, deutschsprachiger Festivaltitel: Sogar der Regen) ist ein Filmdrama der Regisseurin Icíar Bollaín aus dem Jahr 2010. Der Film erzählt die Geschichte des Regisseurs Sebastián, verkörpert durch Gael García Bernal, und des Filmproduzenten Costa, gespielt von Luis Tosar, die in Bolivien einen Film über Christoph Kolumbus drehen wollen. Während der Dreharbeiten werden sie in die lokalen Konflikte um die Trinkwasserversorgung der Bevölkerung hineingezogen, die auf den tatsächlichen Ereignissen des Wasserkriegs von Cochabamba basieren. Und dann der Regen wurde bei den Internationalen Filmfestspielen Berlin 2011 in der Sektion Panorama gezeigt und gewann den Panorama-Publikumspreis in der Kategorie Spielfilm. In den deutschen Kinos startete der Film am 29. Dezember 2011.

## Handlung
Der Regisseur Sebastián möchte einen Film über Christoph Kolumbus drehen, der den Mythos von der Verbreitung der Zivilisation demontieren und stattdessen die negativen Folgen der europäischen Eroberung – die Gier nach Gold, den Sklavenhandel und die Gewalt gegen die Ureinwohner – aufzeigen soll. Unterstützt wird er dabei von seinem Produzenten Costa, der auf Einhaltung des Zeitplans und des Budgets drängt. Gedreht werden soll in Cochabamba in Bolivien. Bei einem offenen Casting für die indianischen Darsteller, zu dem überaus viele Bewerber erscheinen, tut sich der Indígena Daniel als Führungsfigur hervor. Er wehrt sich dagegen, dass viele der übrigen Bewerber einfach weggeschickt werden sollen. Schließlich werden alle gecastet, und Sebastián möchte Daniel als Darsteller für den Häuptling Hatuey. Costa sträubt sich dagegen, da er den Indígena für einen Aufrührer hält, gibt schließlich aber doch nach. Dann beginnen die Dreharbeiten. Kolumbus wird von dem alkoholkranken und ironischen Anton verkörpert, Albert und Juan spielen zwei Kleriker, die sich für die Rechte der Ureinwohner einsetzten, und gehen in diesen Rollen auf.
Währenddessen spitzt sich der Konflikt in Cochabamba um die Versorgung mit Wasser zu, dessen Preis nach der Privatisierung der Wasserwerke durch ein internationales Konsortium vervielfacht wurde. Daniel wird eine Führungspersönlichkeit des Aufstandes, was Costa als Behinderung des Filmprojekts wertet. Er versucht, Daniel von weiteren Aktionen während der Filmproduktion abzuhalten, indem er ihm Geld anbietet. Daniel nimmt zwar das Geld an, verwehrt aber Costa den Handschlag. Sein Ziel ist, das Geld für den Aufstand zu benutzen. Als Daniel verhaftet wird, setzen Costa und Sebastián sich dafür ein, dass er aus dem Gefängnis freikommt für die Zeit der Dreharbeiten – indem sie sich einverstanden erklären, dass die Polizei ihn danach wieder in Haft nehmen kann.
Als die erfolglos gebliebenen Proteste der Demonstranten in einen Generalstreik münden und durch die staatliche Antwort einer Verhängung des Kriegsrechts über Cochabamba zum Wasserkrieg eskalieren, votieren die meisten Mitglieder des Filmteams dafür, die Region zu verlassen. Sebastián ist zunächst dagegen, da er den Film als sein anscheinend idealistisches Projekt unbedingt zu Ende bringen will, und gibt sich gezwungenermaßen geschlagen. Im Augenblick des Aufbruchs dann erscheint Daniels Frau und bittet um Hilfe für ihre Tochter: Sie wurde im Stadtzentrum verletzt. Sebastián gibt seine vorherige Haltung auf und besteht jetzt auf Abfahrt, während Costa sich für das Mädchen – es hatte auch eine kleine Rolle im Film – offenbar verantwortlich fühlt. Er entschließt sich, zusammen mit Daniels Frau ins Zentrum der Gewalttätigkeiten zu fahren und rettet schließlich die Tochter.
Der Wasserkrieg endet mit einem Sieg für die indigene Bevölkerung und die Regierung nimmt die Wasserprivatisierung zurück. Der projektierte Film über Kolumbus wird letztendlich nicht fertiggestellt. Costa und Daniel treffen sich zum Abschluss in jener Halle, in der Kolumbus’ Schiff und weitere Requisiten aufbewahrt worden waren, und der Indígena überreicht dem Produzenten ein Geschenk. In der letzten Szene des Films packt Costa das Päckchen aus und sieht, dass er ein kleines Fläschchen mit Wasser in Händen hält.

## Hintergrund
Und dann der Regen spielt vor dem Hintergrund des Wasserkriegs von Cochabamba, der im Jahr 2000 durch die Privatisierung der Wasserversorgung und die in der Folge stark steigenden Preise für Wasser ausgelöst wurde. Es kam zu heftigen Protesten und einem Generalstreik. Nach Zusammenstößen der Demonstranten mit der Polizei eskalierte die Gewalt. Anfang April wurde das Kriegsrecht über die Stadt verhängt, Mitte April nahm die Regierung die Privatisierung schließlich zurück. Insgesamt starben 7 Menschen und Hunderte wurden verletzt.
Das Drehbuch wurde von Paul Laverty verfasst, der zuvor ausschließlich für den Regisseur Ken Loach geschrieben hatte. Regisseurin Icíar Bollaín bemerkte zu Lavertys Skript:

„Pauls Buch stellte mich vor eine große und aufregende Herausforderung: nämlich drei Filme in einem zu drehen. Erstens ein Historiendrama, zweitens die gegenwartsnahe Geschichte um den Wasserkrieg und drittens einen Film, der die Dreharbeiten mit den persönlichen Erfahrungen der Hauptfiguren Sebastián und Costa verknüpft und mit den Entscheidungen, zu denen sie gezwungen sind.“

Der Film war eine mexikanische, spanische und französische Koproduktion, die fünf Millionen Euro kostete. Die Dreharbeiten wurden mit großem Aufwand betrieben. Gedreht wurde im Urwald in der Provinz Chapare und in Cochabamba an 70 verschiedenen Standorten. 4000 Statisten, darunter 300 Indigene, wirkten an dem Film mit.
Juan Carlos Aduviri, der in dem Film sein Debüt gab, kannte die behandelte soziale Thematik aus eigener Anschauung, da er als Bolivianer selber an ähnlichen Protesten beteiligt war, wie der Film sie zeigt. Icíar Bollaín sah den Film in der Tradition ihrer bisherigen Regiearbeiten, die auch von Morena Films produziert worden waren. Über Und dann der Regen sagte sie:

«No es una película intimista, pero sí creo que es de personajes. Hay una parte de época y otra del presente que narra acontecimientos políticos y sociales reales que sucedieron en Bolivia, pero al final es una historia en torno a dos personas, sobre todo de una, la del productor Costa que hace un viaje de compromiso personal.»

„Es ist kein Film, der Privates und Intimes fokussiert, und doch glaube ich, dass er von Charakteren handelt. Da ist ein historischer Teil und einer über Umstände der Gegenwart, der sich auf politische und soziale Geschehnisse in Bolivien bezieht, aber letztendlich ist es eine Geschichte über zwei Menschen, von denen vor allem einer, der Produzent Costa, sich auf eine Reise über seinen persönlichen Einsatz begibt.“

## Festivals und Auszeichnungen
Und dann der Regen befand sich für Spanien in neun Finalisten für den Oscar für den besten fremdsprachigen Film des Jahres 2011. Er wurde bei den Internationalen Filmfestspielen Berlin 2011 in der Sektion Panorama gezeigt und gewann den Panorama-Publikumspreis in der Kategorie Spielfilm. Im Jahr 2011 war Und dann der Regen für 13 Goyas nominiert und erhielt die Auszeichnung für die beste Produktionsleitung (Cristina Zumárraga) und die beste Filmmusik, zudem wurde Karra Elejalde als bester Nebendarsteller ausgezeichnet. Im gleichen Jahr gewann der Film den Ariel Preis als bester Latin-Amerikanischer Film und den Bridging the Borders („Grenzen überbrücken“) Preis des Palm Springs International Film Festivals.

## Kritiken
Andreas Fanizadeh, der Und dann der Regen für die tageszeitung rezensierte, beurteilte den Film als sehenswert. Der Blick auf die indigene Bevölkerung erfolge von außen, weshalb Bollaíns Perspektive teilweise leicht paternalistisch wirke. Zudem sei der Film teilweise etwas zu pathetisch und konventionell, habe aber Witz. Fanizadeh lobt vor allem das Mittel des Films im Film. So schreibt er: „Bollaíns Regiearbeit gewinnt ihren Reiz durch die spielerische Verknüpfung der verschiedenen Zeit- und Realitätsebenen. Die Indios, die gerade noch von den Hunden der historischen Konquistadoren gehetzt werden, gehören in einer anderen Zeitebene zu den Protagonisten der Wasser-Bewegung von Cochabamba oder diskutieren mit den weißen Filmleuten ihre Bezahlung.“ Jörn Hetebrügge, Autor des filmpädagogischen Online-Portals kinofenster.de hebt das feine visuelle Konzept des Films hervor. Durch den Einsatz der Handkamera wirke der Film trotz zeitlicher Parallelisierungen wenig konstruiert. Und dann der Regen erinnere an Werner Herzogs berühmte Urwald-Filme Aguirre, der Zorn Gottes (BRD 1972) und Fitzcarraldo (BRD 1982) – „zwei Meisterwerke, die ähnlich zwiespältige Gefühle wecken hinsichtlich westlicher Filmproduktionen in Lateinamerika.“ Rocío García lobte in seinem Artikel für El País vor allem die Darstellerleistung von Karra Elejalde, den er als herausragend bezeichnet. Ann Hornaday sah den Film für die Washington Post und unterstrich auch die guten Leistungen des Schauspielerensembles, wobei sie vor allem Luis Tosar lobend hervorhob. Sie merkt zwar an, dass das Ende ein wenig der Hollywood-Dramaturgie erliege, führt aber aus: „Laverty and Bollain earn each white knuckle they elicit with a story in which personal connections can transcend even the most crushing structures of history and politics.“